# Ала-Куль
Ала-Куль (Ала-Кёль, Алакуль, Алакёль, кирг. Ала-Көл) — озеро в районе Терскей-Ала-Тоо, в Центральном Тянь-Шане, Кыргызстан. Означает по-киргизски «Пёстрое озеро».

## Описание

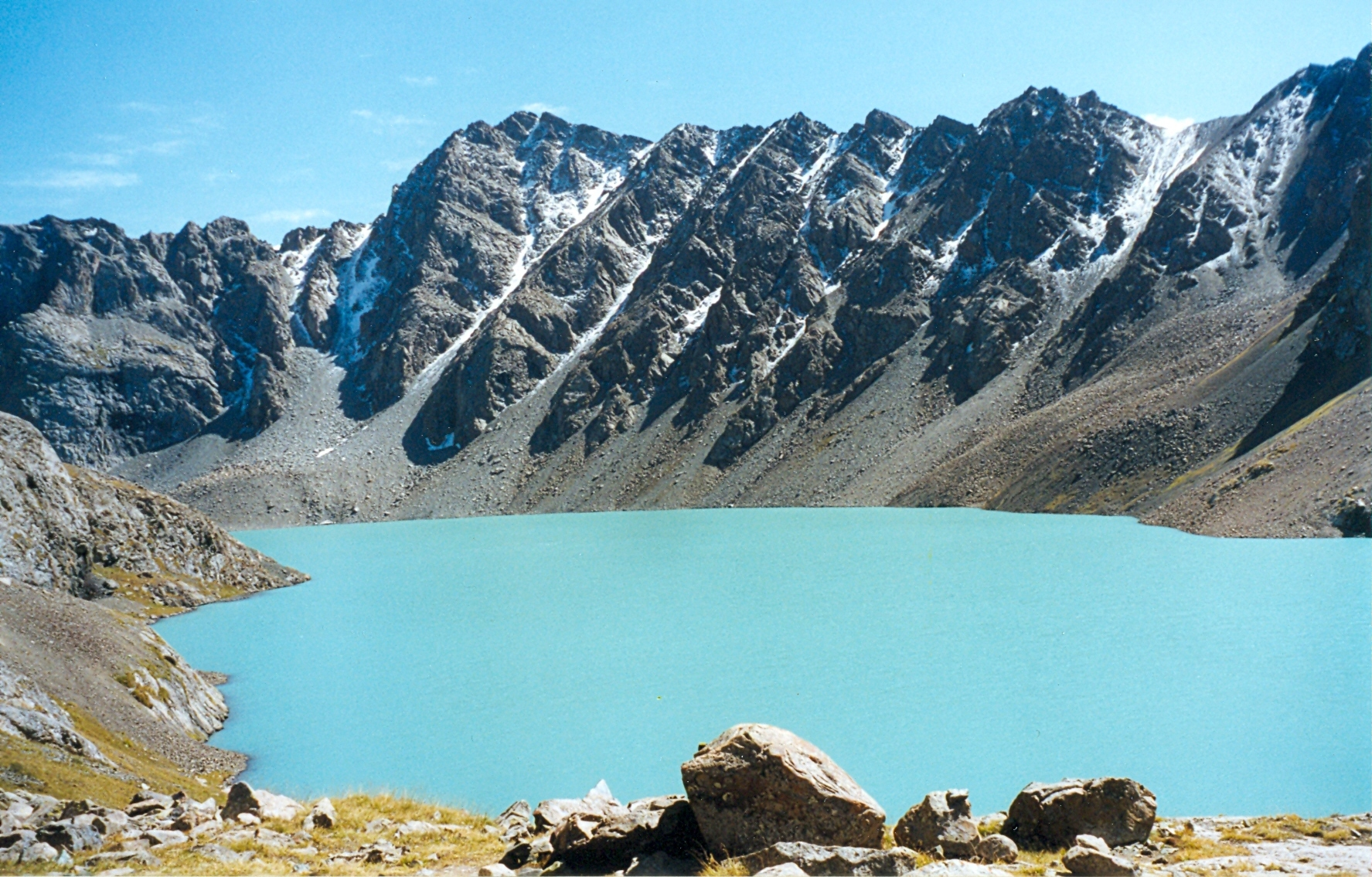
Озеро Ала-Куль

Расположено в верховьях реки Кургактор, правого притока Каракола, на высоте 3532 метра. Имеет ледниковое происхождение: ледник, который можно увидеть с берега, после отступления занимает верхнюю часть долины и продолжает питать озеро. Озеро более 70 метров глубиной. Королевство гор Тянь-Шаня. Переход к высокогорному озеру Ала-Куль. Островов нет.